# ジャック・ダルトワ
ジャック・ダルトワ（Jacques d'Arthois、1613年10月12日（洗礼日）- 1686年5月）はフランドルの画家である。タペストリーのデザインもした。ローデウェイク・デ・ファデルとともにこの時代のフランドルの風景画家として重要な一人であった。

## 略歴
ブリュッセルで生まれた。1626年からヤン・メルテンス(Jan Mertens)という画家の弟子になったが、独自のスタイルの風景画を描き始めたブリュッセルの画家、ローデウェイク・デ・ファデル(Lodewijk de Vadder: 1605-1655)から強い影響を受けた。1634年にブリュッセルの聖ルカ組合に親方として登録された。
ブリュッセルに工房を開き、弟のニコラース(Nicolaes d'Arthois: 1617–?)や息子のヤン・バティスト(Jan Baptist d'Arthois: 1638–1657以降没)や弟子たちと働いた 。1655年に亡くなったローデウェイク・デ・ファデルの後任として、オウデナルデのタペストリー工房のデザイナーとしても働いた。
ブリュッセル南東部に広がるソニアの森（Zoniënwoud）の風景を描いた風景画家の一人で、当時のネーデルランドの風景画家よりも、より写実的な風景画を描き、ローデウェイク・デ・ファデルとともにこの時代のフランドルの風景画家として重要な一人であった。
ダルトワの風景画に描きこまれた人物はダフィット・テニールスやマテウス・ファン・ヘルモントといった画家が描いた。

## 作品

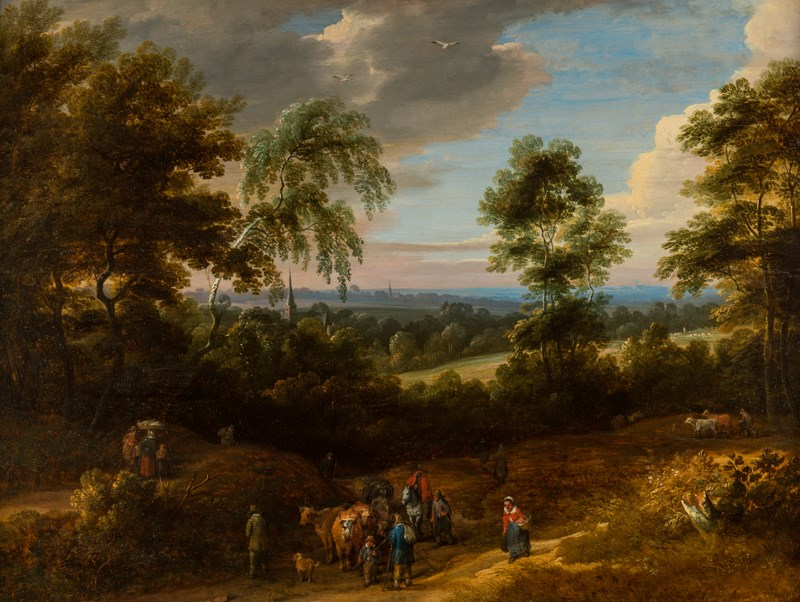
人物と動物のいるブラバントの風景 カンペール美術館蔵
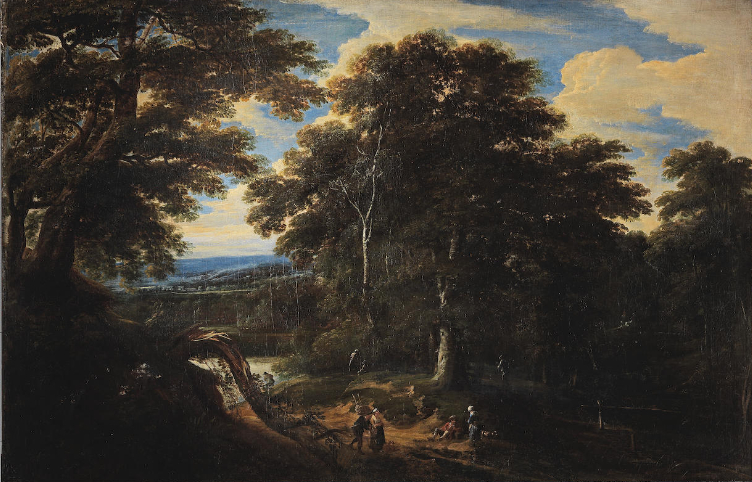
深い森の中の道を辿る人物
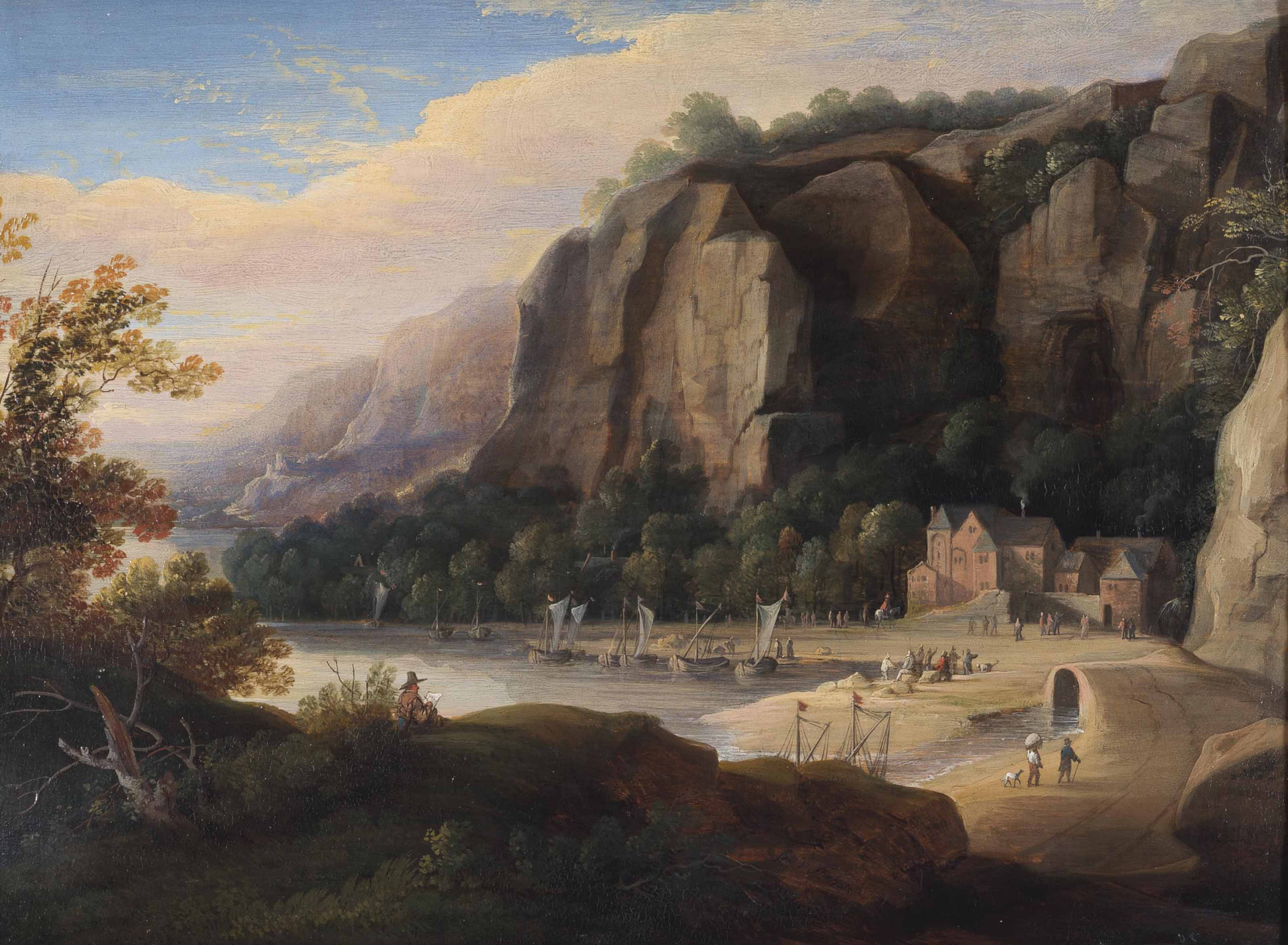
海岸に漁師がいる岩だらけの入り江とスケッチする画家
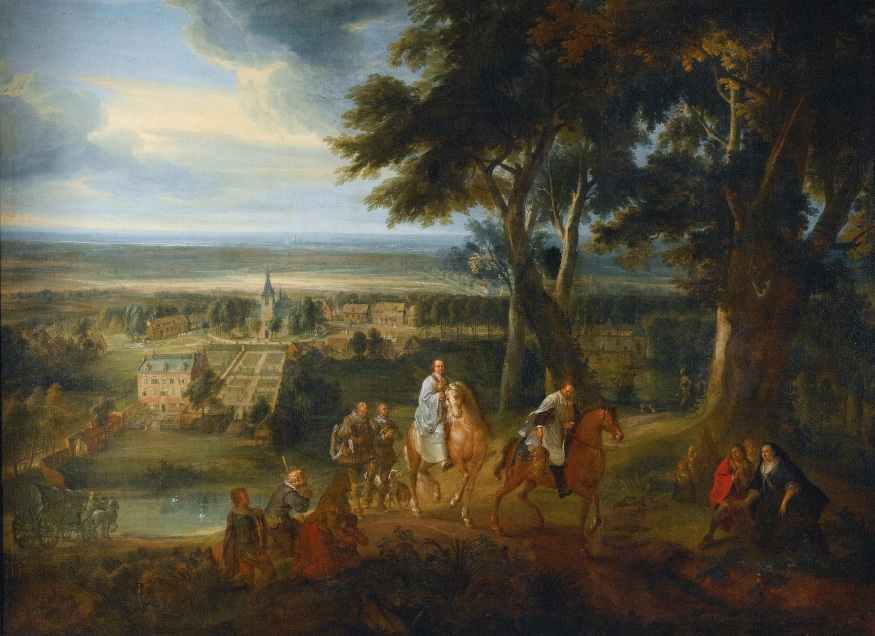
馬上から司祭に餞別を与えるルドルフ1世
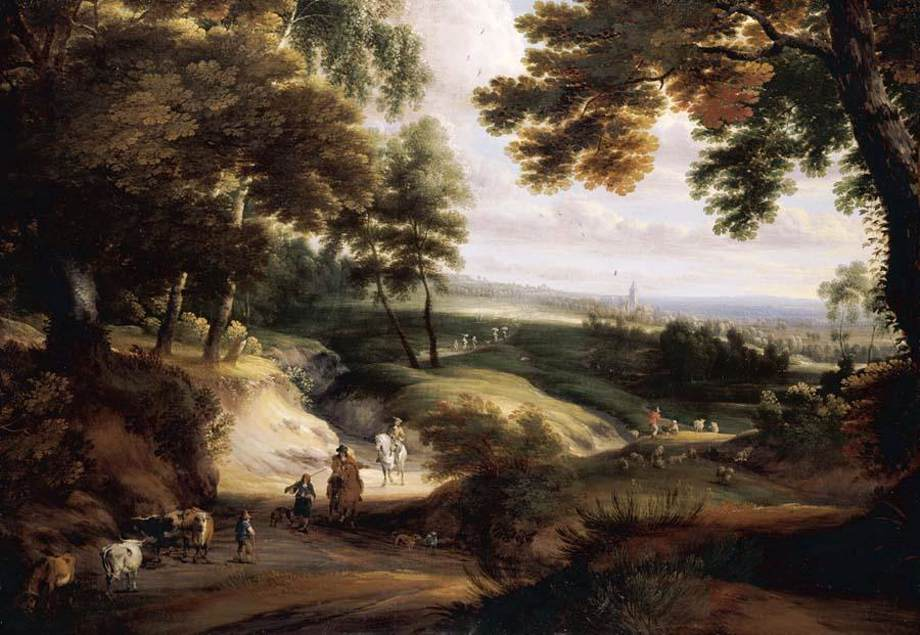
深い森の風景
赤い衣服の騎手のいる風景